# Career Opportunities
Career Opportunities is een Amerikaanse romantische komische film uit 1991 met Frank Whaley in zijn eerste hoofdrol en met Jennifer Connelly. De film werd geschreven en gecoproduceerd door John Hughes en geregisseerd door Bryan Gordon.

## Verhaal
Jim Dodge is een werkloze dagdromer (gespeeld door Frank Whaley) die zich met moeite door het leven slaat. Na een reeks slecht betaalde en kansloze baantjes krijgt hij een baan als nachtwaker in een luxe warenhuis aan de rand van de stad. Hoewel het werk saai lijkt, ziet Jim het als een nieuwe kans om zijn leven op orde te krijgen.
Op zijn eerste nachtdienst ontmoet hij onverwachts Josie McClellan (gespeeld door Jennifer Connelly), een eigenzinnige jonge vrouw die zich heeft verstopt in het warenhuis. Al snel blijkt dat zij de dochter is van de rijkste en meest invloedrijke zakenman van de stad. Josie is weggelopen van huis, gefrustreerd door de strikte controle van haar vader en het gebrek aan vrijheid in haar leven.
Wat begint als een toevallige ontmoeting tussen twee outsiders, mondt uit in een nacht vol onverwachte gebeurtenissen. Wanneer twee stuntelige inbrekers het gemunt hebben op de kluis van het warenhuis, grijpt Jim zijn kans om te bewijzen dat hij meer is dan een dromer. Met lef, vindingrijkheid en een flinke dosis improvisatie weet hij niet alleen het warenhuis te beschermen, maar wint hij gaandeweg ook het hart van Josie.
Career Opportunities is een luchtige komedie over dromen, zelfvertrouwen en de onverwachte wendingen die het leven kan nemen.

## Rolverdeling
| Acteur            | Personage                                        |
| ----------------- | ------------------------------------------------ |
| Frank Whaley      | Jim Dodge                                        |
| Jennifer Connelly | Josie McClellan                                  |
| Dermot Mulroney   | Nestor Pyle                                      |
| Kieran Mulroney   | Gil Kinney                                       |
| John M. Jackson   | Bud Dodge                                        |
| Jenny O'Hara      | Dotty Dodge                                      |
| Noble Willingham  | Roger Roy McClellan                              |
| Barry Corbin      | Agent Don                                        |
| Wilbur Fitzgerald | Bob Bosenbeck                                    |
| John Candy        | C.D. Marsh, warenhuismanager (niet-genoemde rol) |

## Productie
De film werd geproduceerd door John Hughes, bekend van onder meer The Breakfast Club en Ferris Bueller's Day Off. Hoewel Career Opportunities niet het succes kende van eerdere Hughes-producties, groeide de film onder liefhebbers uit tot een cultklassieker, mede dankzij de herkenbare thematiek van jongvolwassenen die op zoek zijn naar hun plek in de wereld.